# Miss Fame
 (janvier 2019).
Kurtis Dam-Mikkelsen, plus connu sous le nom de scène Miss Fame, est un mannequin, maquilleur, chanteur, drag queen et personnalité télévisée, principalement connue pour avoir été candidate de la septième saison de RuPaul's Drag Race. Après son apparition dans l'émission, Kurtis Dam-Mikkelsen lance une carrière musicale en sortant son premier single, Rubber Doll, le 28 avril 2015, Son premier album, Beauty Marked, sort le 9 juin 2015.

## Carrière
Kurtis Dam-Mikkelsen travaille comme mannequin éditorial en Californie avant de déménager à New York en 2011, suivant les conseils du photographe de mode Mike Ruiz. Il commence ensuite à travailler comme maquilleur, tout en faisant du mannequinat et des drag performances sous le nom de Miss Fame.
Miss Fame est remarquée par la photographe Mary McCartney et apparaît dans son livre Devoted. Elle apparaît également dans Half-Drag, une série de photographies de Leland Bobbé qui connaît une attention internationale et est publiée dans Vogue Italia. Miss Fame est ensuite photographiée par Rob Lebow et Masha Kupets dans leur projet Gorgeous, qui comprend également Armen Ra, Candis Cayne et Tammie Brown. Kurtis travaille comme maquilleur pour célébrités à New York, et a travaillé avec de nombreux mannequins et célébrités comme Ève Salvail, Snooki et Jwoww, Martha Wash, Wendy Williams et Michael Urie.
Le 7 décembre 2014, Miss Fame est la première drag queen à être annoncée comme candidate de la septième saison de RuPaul's Drag Race. Elle est éliminée dans le neuvième épisode et se place septième. Après son élimination, elle sort le clip de sa chanson Rubber Doll, le premier single de son album Beauty Marked. Dans cet album, sorti le 9 juin 2015, apparaissent d'autres candidates de RuPaul's Drag Race, Violet Chachki et Alaska.
En 2016, Miss Fame signe avec IMG Models. Elle contribue à la compilation Christmas Queens 3 en 2017.
En septembre 2018, Miss Fame fait partie des danseurs de Christina Aguilera pour la collection printemps-été 2019 de Opening Ceremony, avec d'autres candidates de RuPaul's Drag Race. Elle lance sa propre marque de maquillage, The Fetish of Fashion, en octobre de la même année.

## Vie privée
Kurtis Dam-Mikkelsen est né à San Luis Obispo, en Californie. Il s'identifie comme gender fluid. Il vit avec son mari, Patrick Berschy, et leurs deux teckels.

## Discographie

### Albums
| Titre         | Détails              | Positions classements | Positions classements |
| Titre         | Détails              | US Dance              | US Heat               |
| ------------- | -------------------- | --------------------- | --------------------- |
| Beauty Marked | Sorti le 9 juin 2015 | 17                    | 25                    |

### Singles
| Titre                                  | Année | Album         |
| -------------------------------------- | ----- | ------------- |
| Rubber Doll                            | 2015  | Beauty Marked |
| InstaFame                              | 2015  | Beauty Marked |
| I Run the Runway (avec Violet Chachki) | 2016  | Beauty Marked |

### Autres apparitions
| Titre           | Année | Autre(s) artiste(s) | Album                        |
| --------------- | ----- | ------------------- | ---------------------------- |
| Drag Race Theme | 2015  | RuPaul              | RuPaul Presents: CoverGurlz2 |
| Toyland         | 2015  | Various Artists     | Christmas Queens             |

## Filmographie

### Films
| Année | Titre               | Rôle     | Ref.                                                    |
| ----- | ------------------- | -------- | ------------------------------------------------------- |
| 2015  | A Change of Heart   | Lui-même |                                                         |
| 2022  | Pinned into a dress | Lui-même | https://www.sicvenezia.it/en/films/pinned-into-a-dress/ |

### Télévision
| Année | Titre              | Rôle                  | Notes                     | Ref. |
| ----- | ------------------ | --------------------- | ------------------------- | ---- |
| 2014  | Snooki & Jwoww     | Lui-même              | Episode: "What a Drag!"   |      |
| 2015  | RuPaul's Drag Race | Lui-même (Concurrent) | Saison 7 — Septième place |      |

### Web-séries
| Année    | Titre           | Rôle     | Notes                                 | Ref. |
| -------- | --------------- | -------- | ------------------------------------- | ---- |
| 2014–... | Painted by Fame | Lui-même | Tutoriels de maquillage               |      |
| 2015     | Untucked        | Lui-même | Émission annexe de RuPaul's Drag Race |      |

### Music videos
| Titre                                  | Année | Directeur            | Ref. |
| -------------------------------------- | ----- | -------------------- | ---- |
| Drag Race Theme                        | 2015  | Kurtis Dam-Mikkelsen |      |
| Rubber Doll                            | 2015  | Ben Simkins          |      |
| InstaFame                              | 2015  | Ben Simkins          |      |
| Toyland                                | 2015  | Carlos Maldonado     |      |
| I Run the Runway (avec Violet Chachki) | 2016  | Ali Mahdavi          |      |

### Apparitions dans des clips
| Titre                                             | Année   | Directeur    | Ref. |
| ------------------------------------------------- | ------- | ------------ | ---- |
| Save the Queen(Garek)                             | Inconnu |              |      |
| Supermodel (You Better Work) (2013 Edit) (RuPaul) | 2013    | Marco Ovando |      |
| Go All Night(Gorgon City avec Jennifer Hudson)    | 2014    | Roboshobo    |      |
| Opulence(Brooke Candy)                            | 2014    | Steven Klein |      |
| My Animal(Garek)                                  | 2015    | Mike Ruiz    |      |